# Football Club Flora 2022
Questa voce raccoglie le informazioni riguardanti il Football Club Flora Tallinn nelle competizioni ufficiali della stagione 2022.

## Stagione
- In campionato il Flora Tallinn termina al primo posto (97 punti), davanti al Levadia Tallinn (79) e al Paide (65) e vince per la 14ª volta la Meistriliiga.
- In coppa nazionale perde la finale contro il Trans Narva (1-2).
- In supercoppa nazionale perde la finale contro il Levadia Tallinn (0-0 e poi 2-4 ai rigori).
- In Conference League viene eliminato al primo turno dai finlandesi del SJK (3-4 complessivo ai tempi supplementari).

## Maglie e sponsor
La divisa casalinga era composta da una maglia verde con rifiniture bianche, pantaloncini bianchi e calzettoni verdi. Quella da trasferta era invece composta da una maglia bianca con rifiniture nere, pantaloncini bianchi e calzettoni bianchi.
| Casa | Trasferta |

## Rosa
| N. |                    | Ruolo | Calciatore                |
| -- | ------------------ | ----- | ------------------------- |
| 1  | Estonia (bandiera) | P     | Ingmar Krister Paplavskis |
| 3  | Estonia (bandiera) | D     | Marko Lipp                |
| 4  | Estonia (bandiera) | D     | Marco Lukka               |
| 5  | Estonia (bandiera) | D     | Vladislav Kreida          |
| 6  | Estonia (bandiera) | C     | Mihkel Järviste           |
| 8  | Estonia (bandiera) | A     | Henrik Ojamaa             |
| 9  | Estonia (bandiera) | A     | Rauno Alliku (capitano)   |
| 10 | Estonia (bandiera) | C     | Martin Miller             |
| 11 | Estonia (bandiera) | A     | Aleksandr Šapovalov       |
| 14 | Estonia (bandiera) | C     | Konstantin Vassiljev      |
| 15 | Estonia (bandiera) | D     | Joonas Tamm               |
| 16 | Estonia (bandiera) | D     | Erko Tõugjas              |
| 17 | Estonia (bandiera) | A     | Mark Anders Lepik         |
| 18 | Estonia (bandiera) | C     | Andrei Smirnov            |
| 20 | Estonia (bandiera) | A     | Sergei Zenjov             |

| N. |                    | Ruolo | Calciatore       |
| -- | ------------------ | ----- | ---------------- |
| 23 | Estonia (bandiera) | C     | Henri Välja      |
| 24 | Estonia (bandiera) | D     | Henrik Pürg      |
| 25 | Estonia (bandiera) | D     | Ken Kallaste     |
| 26 | Estonia (bandiera) | C     | Kristo Hussar    |
| 27 | Estonia (bandiera) | D     | Michael Lilander |
| 28 | Estonia (bandiera) | C     | Markus Soomets   |
| 29 | Estonia (bandiera) | A     | Tristan Koskor   |
| 31 | Estonia (bandiera) | P     | Karl-Romet Nomm  |
| 33 | Estonia (bandiera) | P     | Evert Grünvald   |
| 35 | Estonia (bandiera) | C     | Markus Poom      |
| 36 | Estonia (bandiera) | D     | Mathias Palts    |
| 38 | Estonia (bandiera) | A     | Andreas Kiivit   |
| 43 | Estonia (bandiera) | D     | Markkus Seppik   |
| 74 | Estonia (bandiera) | C     | Danil Kuraksin   |
| 77 | Estonia (bandiera) | P     | Kristen Lapa     |